# Piesma maculatum
Piesma maculatum är en insektsart som först beskrevs av François Louis Nompar de Caumont de Laporte 1833.  Piesma maculatum ingår i släktet Piesma, och familjen mållskinnbaggar. Arten är reproducerande i Sverige.

## Bildgalleri

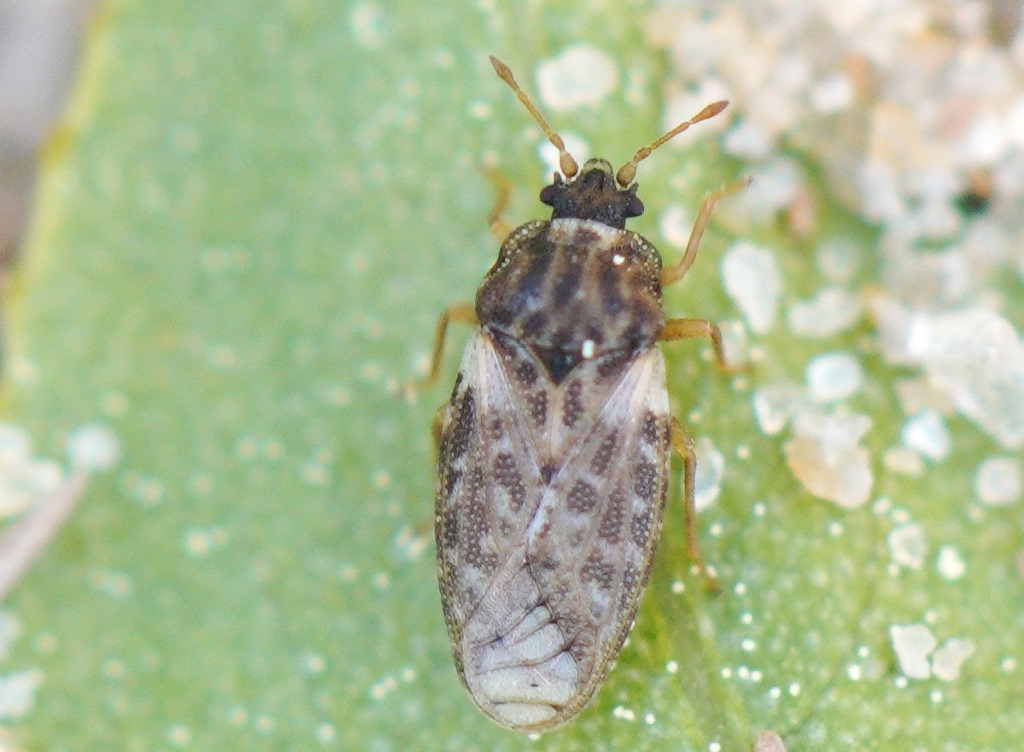